# Jouy-le-Châtel
Jouy-le-Châtel is een gemeente in het Franse departement Seine-et-Marne (regio Île-de-France) en telt 1392 inwoners (1999). De plaats maakt deel uit van het arrondissement Provins.

## Geografie
De oppervlakte van Jouy-le-Châtel bedraagt 37,9 km², de bevolkingsdichtheid is 36,7 inwoners per km².
De onderstaande kaart toont de ligging van Jouy-le-Châtel met de belangrijkste infrastructuur en aangrenzende gemeenten.

## Demografie
Onderstaande figuur toont het verloop van het inwonertal (bron: INSEE-tellingen).